# Dòlar de Singapur
El dòlar de Singapur (en anglès Singapore dollar o, simplement, dollar; en xinès 新加坡元 Xīnjiāpō yuan o 元 yuan; en malai دولر سيڠاڤورا dolar Singapura o دولر dolar; en tàmil சிங்கப்பூர வெள்ளி Činkappūr velli o வெள்ளி velli) és la moneda oficial de Singapur. Normalment s'abreuja $, o S$ per diferenciar-lo del dòlar dels Estats Units i d'altres tipus de dòlars. El codi ISO 4217 és SGD. Se subdivideix en 100 cèntims (cents / 分 fen / سين sen / சதம čatam).
Va substituir el dòlar malai i del Borneo Septentrional Britànic el 1967, moneda que va donar lloc als dòlars de Malàisia, Brunei i Singapur. Fins al 1973 totes tres monedes eren intercanviables, però en aquella data el dòlar malaisi va abandonar aquesta unió monetària. Actualment el dòlar de Singapur continua tenint un canvi fix amb el dòlar de Brunei (BND) en termes de paritat (1 SGD = 1 BND) i ambdues monedes són intercanviables a efectes comercials en cadascun dels dos estats.
Emès per l'Autoritat Monetària de Singapur (Monetary Authority of Singapore), en circulen monedes d'1, 5, 10, 20 i 50 cèntims i d'1 dòlar, i bitllets d'1, 2, 5, 10, 20, 25, 50, 100, 500, 1.000 i 10.000 dòlars. Des del 1990, alguns dels valors dels bitllets (els de 2, 5 i 10 $) són fets de polímer (un plàstic especial que en dificulta la falsificació), mentre que la resta són de paper.

## Taxes de canvi
- 1 EUR = 1,5943 BND (12 d'octubre de 2015)
- 1 USD = 1,4019 BND (12 d'octubre de 2015)